# Стратиоти
Стратиоти или страдиоти, естрадиоти (јез-грΣτρατιωτες ) су у феудалног доба били плаћени ратници са Балканског полуострва, лаки коњаници, врбовани са простора данашње Грчке, Србије, Далмације и Албаније.  
Појављују се у другој половини 15. века као најамници Млетачке републике, а убрзо их узима у службу и Француска. Међу њима су били и потомци древних византијских племићких породица – Палеолог и Комнин . 
Наоружани дугим копљима, мачем или кривом сабљом и буздованом, стратиоти су били формирани у чете (100-300 коњаника) којима је командовао капетан. Врло покретљиви, дејствовали су брзо, па су обично коришћени за извидничку службу, упаде и за спречавање упада турске лаке коњице – акинџија. Укидањем тешке оклопне коњице чији оклопи нису могли да издрже пробојну моћ побољшаног ватреног оружја и формирањем јединица лаке коњице у стајаћим војскама држава 17. века стратиоти се више не узимају у најам па постепено ишчезавају. 

### Италија
Млечани су први пут користили страдиоте у борби против Отоманског царства 1475. године као граничне страже у области Фурланије. Од тог тренутка они су скоро у потпуности заменили лаку коњицу у војсци Млетачке републике, њихов одред од 2.200 коњаника и 8.000 пешака показао се у бици код Форнова 1495. године. Регрутовани су плаћеници са православног Балкана, међу њима и муслимани. Године 1511. група Страдиота основала је цркву Сан Ђорђио дел Греци у Венецији.

### Француска
Краљ Луј XVII је 1497. године ангажовао око 2.000 страдиота, које су Французи звали естрадиоти и аргулети. Потоњи назив је вероватно повезан са грчким градом Аргосом или са оружјем које су користили ови ратници: луком и аркебузом.
Аргулети су били наоружани мачем, буздованом и кратком аркебусом. Они су још увек постојали за време владавине Карла Великог  и борили су се у бици код Дреука 1562. године.
Војводство Лотарингија је 1587. ангажовало 500 албанских коњаника, а од 1588. до 1591. пет капетана лаке коњице.

### Шпанија
Први пут су коришћени током италијанске кампање Гонзала Кордобе, коју је послао краљ Фердинанд II да подржи Напуљску краљевину у борби против Француске. У Калабрији је командант имао две стотине страдиота, служили су и у његовој гарди.

### Енглеска
Године 1514. Хенри VIII  је ангажовао албанске и грчке страдиоте током борбе против Шкотске. Током 1540-их, Едвард Симор, војвода од Сомерсета, такође је користио ове плаћенике.

### Свето римско царство
Средином 18. века албанске страдиоте користила је царица Марија Терезија против Пруске и Француске током Рата за аустријско наслеђе.

### Тактика
Страдиоти су били пионири у употреби лаке коњице. На бојном пољу су користили тактику удари и бежи, заседе, лажно повлачење и друге сложене маневре, што их је повезивало са турским сипама и акинџијама. Такође су успешно деловали против француске тешке коњице током италијанских ратова.
Били су познати по навици да секу главе мртвим и заробљеним непријатељима, јер су њихове вође добијале дукат по глави.